# Alpes glaroneses
Os Alpes glaroneses (em italiano:  Alpi Glaronesi) são uma secção alpina  tal como a define a #SOIUSA, enquanto que os Alpes de Glaris são os Alpes Glaroneses em sentido restrito, e espalham-se por diversos cantões da Suíça mas principalmente pelo  Cantão de Glaris .  O ponto mais alto é Tödi com  3.614 m

## Divisão tradicional
Os Alpes glaroneses faziam parte da divisão tradicional da partição dos Alpes adoptada em 1926 pelo IX it:Congresso Geografico Italiano na Itália, com o fim de normalizar a sua divisão em Alpes Ocidentais os Alpes Centrais  aos quais pertenciam, e dos Alpes Orientais.

## SOIUSA
A Subdivisão Orográfica Internacional Unificada do Sistema Alpino (SOIUSA),  dividiu os Alpes em duas grandes partes:Alpes Ocidentais e Alpes Orientais, separados pela linha formada pelo  Rio Reno - Passo de Spluga - Lago de Como - Lago de Lecco.
Os Alpes glaroneses são formados pelos  Alpes Uri-Glaroneses,  e  pelos Alpes de Glaris

### Classificação  SOIUSA
Segundo a classificação SOIUSA este acidente orográfico é uma secção alpina com a seguinte classificação:
- Parte = Alpes Ocidentais
- Grande sector alpino = Alpes Ocidentais-Norte
- Secção alpina = Alpes glaroneses
- Código = I/B-13, enquanto que  Alpes glaroneses
  - Código = I/B-13.II, enquanto que  Alpes de Glaris